# Skyscraper (Album)
Skyscraper war das zweite von David Lee Roth veröffentlichte Album. Roth übernahm auch die Produktion, Co-Produzent war der Gitarrist Steve Vai.

## Entstehungsgeschichte
Das Nachfolgealbum zu Eat ’Em and Smile wurde von Frühjahr bis Herbst 1987 im Aufnahmestudio The Power Station und im Lion Share Studio in Los Angeles aufgenommen. Als Toningenieur fungierte Magic Moreno. Zusätzliche Aufnahmen wurden im Amigo Studio in Los Angeles angefertigt.
Das Album wurde in der gleichen Besetzung wie sein Vorgänger aufgenommen, allerdings verließ Billy Sheehan vor der anschließenden Tournee die Gruppe und gründete Mr. Big. Auch Steve Vai verließ die Band und schloss sich 1989 Whitesnake an.

## Titelliste
1. Knucklebones (Bissonette/Roth) – 3:18
2. Just Like Paradise (Roth/Tuggle) – 4:03
3. The Bottom Line (Roth/Vai) – 3:37
4. Skyscraper (Roth/Vai) – 3:38
5. Damn Good (Roth/Vai) – 5:49
6. Hot Dog and a Shake (Roth/Vai) – 3:19
7. Stand Up (Roth/Tuggle) – 4:39
8. Hina (Roth/Vai) – 4:40
9. Perfect Timing (Roth/Tuggle) – 3:41
10. Two Fools a Minute (Roth/Vai) – 4:28

Es gibt eine CD-Ausgabe des Albums, die zusätzlich zwei von Ted Templeman produzierte Titel enthält, die bereits 1985 auf der EP Crazy From the Heat veröffentlicht wurden, nämlich
1. California Girls (Wilson) – 2:51
2. Just A Gigolo / I Ain’t Got Nobody (Casucci/Caesar/Williams/Graham) – 4:41

## Charts und Erfolge
Skyscraper erreichte Platz 6 der Billboard 200, die Singles Just Like Paradise (Platz 6) und Stand Up (Platz 64) konnten sich in den Billboard Hot 100 platzieren.
Skyscraper wurde am 29. März 1988 in den USA mit Gold und Platin ausgezeichnet.

## Beteiligte Musiker
- David Lee Roth – Gesang
- Steve Vai – Gitarre, Horn (Alto),
- Billy Sheehan – Bass, Backing Vocals
- Gregg Bissonette – Schlagzeug, Percussion, Backing Vocals
- John Batdorf – Backing Vocals
- Gary Falcone – Backing Vocals
- Tommy Funderburk – Backing Vocals
- Tom Kelly – Backing Vocals
- Joe Pizzulo – Gesang
- Brett Tuggle – Keyboards, Programming, Backing Vocals
- Dr. Funk PhD – Bass